# Ukrainian League of American Football
Ukrainian League of American Football (ULAF) ist die Liga für American Football in der Ukraine. Gegründet wurde sie 1993 und wird seitdem vom ukrainischen Verband ausgerichtet. Die höchste Spielklasse ist die Super League. Sie wird ebenso wie die nachgereihten Ligen auf Amateurbasis ausgetragen.
Durch den russischen Überfall auf die Ukraine findet seit 2022 kein Spielbetrieb mehr statt.

## Ligaaufbau

### Super League 2021
| Division | Mannschaften                                                      |
| -------- | ----------------------------------------------------------------- |
| West     | Kyiv Patriots, Kyiv Slavs, Lviv Lions, Vinnytsia Wolves           |
| Ost      | Kharkiv Atlantes, Kyiv Capitals, Mykolayiv Vikings, Odesa Rangers |

### Spielmodus
Der Grunddurchgang besteht aus 5 Spielrunden in der jede Mannschaft gegen jede andere aus der eigenen Conference einmal spielt. Im Playoff tritt zuerst der jeweils vierte gegen den dritten der eigenen Conference an. Der Sieger aus dieser Partie muss dann zum Zweitplatzierten der eigenen Conference. Im Halbfinale treffen die Sieger dann auf den Erstplatzierten der jeweils anderen Conference. Die Sieger aus dem Playoff treffen im Finale aufeinander. Zusätzlich spielen die Verlierer der Halbfinale den dritten Platz aus.
Die League One ist eine Aufbauliga in der 9-Mann-Football gespielt wird. Sieger wird das Team, das nach 6 Spieltagen an der Spitze der Tabelle steht.

## ULAF-Meister

### Super League Final
| Nr.   | Jahr   | Finaldatum  | Sieger               | Finalist          | Ergebnis | Austragungsort                          |
| ----- | ------ | ----------- | -------------------- | ----------------- | -------- | --------------------------------------- |
| I     | 1993   |             | Kharkiv Atlantes     | Donetsk Scythians |          |                                         |
| II    | 1994   |             | Donetsk Scythians    | Kharkiv Atlantes  |          |                                         |
| III   | 1995   |             | Donetsk Scythians    | Kharkiv Atlantes  |          |                                         |
| IV    | 1996   |             | Donetsk Scythians    | Kiev Destroyers   |          |                                         |
| V     | 1997   |             | Donetsk Scythians    | Kiev Destroyers   |          |                                         |
| VI    | 1998   |             | Donetsk Scythians    | Kharkiv Atlantes  |          |                                         |
| VII   | 1999   |             | Donetsk Scythians    | Kharkiv Atlantes  |          |                                         |
| VIII  | 2000   | 14. Oktober | Donetsk Scythians    | Kiev Gepards      | 66:0     |                                         |
| IX    | 2001   | 25. Juli    | Donetsk Scythians    | Kiev Slavs        | 21:14    |                                         |
| X     | 2002   | 19. Oktober | Donetsk Scythians    | Kiev Slavs        | 20:14    |                                         |
| XI    | 2003   |             | Donetsk Scythians    | Kiev Slavs        |          |                                         |
| XII   | 2004   |             | Kiev Slavs           | Donetsk Scythians |          |                                         |
|       | 2007 1 | –           | Kiev Slavs           | –                 | –        | –                                       |
| XIII  | 2008   |             | Donetsk Varangians   | Carpathian Bears  | 38:6     |                                         |
| XIV   | 2009   | 18. Oktober | Uzhgorod Lumberjacks | Minsk Zubrs       | 35:12    | Spartak Stadion, Kiew                   |
| XV    | 2010   | 26. Juni    | Donetsk Scythians    | Minsk Zubrs       | 44:8     | RSK Olimpijskyj, Donezk                 |
| XVI   | 2011   | 9. Oktober  | Donetsk Scythians    | Minsk Zubrs       | 20:8     | RSK Olimpijskyj, Donezk                 |
| XVII  | 2012   | 22. Juli    | Donetsk Scythians    | Kiev Bandits      | 33:22    | RSK Olimpijskyj, Donezk                 |
|       | 2013 1 | –           | Kiev Bandits         | –                 | –        | –                                       |
| XVIII | 2014   | 2. November | Kiev Bandits         | Kharkiv Atlantes  | 24:0     | Kiew                                    |
| XIX   | 2015   | 17. Oktober | Uzhgorod Lumberjacks | Kiev Bandits      | 34:21    | Spartak Stadion, Kiew                   |
| XX    | 2016   | 8. Oktober  | Minsk Zubrs          | Kiev Bandits      | 24:14    | Awanhard-Stadion (Uschhorod), Uschhorod |
| XXI   | 2017   | 16. Juli    | Uzhgorod Lumberjacks | Kiev Bandits      | 44:30    | Spartak Stadion, Kiew                   |
| XXII  | 2018   | 28. Oktober | Kiev Patriots        | Lwiw Lions        | 44:6     | SKA Stadion, Lwiw                       |
| XXIII | 2019   | 28. Juli    | Kiev Capitals        | Kiev Patriots     | 49:21    | Stadion Lokomotiv, Kiew                 |
| XXIV  | 2020   | 24. Oktober | Kiev Capitals        | Kharkiv Atlantes  | 20:6     | Dynamo Stadion, Charkiw                 |
| XXV   | 2021   | 22. August  | Kiev Capitals        | Lwiw Lions        | 28:14    | Stadion Lokomotiv, Kiew                 |

#### Final-Gewinner
| Anzahl | Team                 | Jahre                      |
| ------ | -------------------- | -------------------------- |
| 14     | Donetsk Scythians    | 1994–2003, 2008, 2010–2012 |
| 5      | Kyiv Capitals 2      | 2013–2014, 2019–2021       |
| 3      | Uzhgorod Lumberjacks | 2009, 2015, 2017           |
| 2      | Kyiv Slavs           | 2004, 2007                 |
| 1      | Kharkiv Atlantes     | 1993                       |
| 1      | Minsk Zubrs          | 2016                       |
| 1      | Kyiv Patriots        | 2018                       |